# Ligue cubaine de baseball

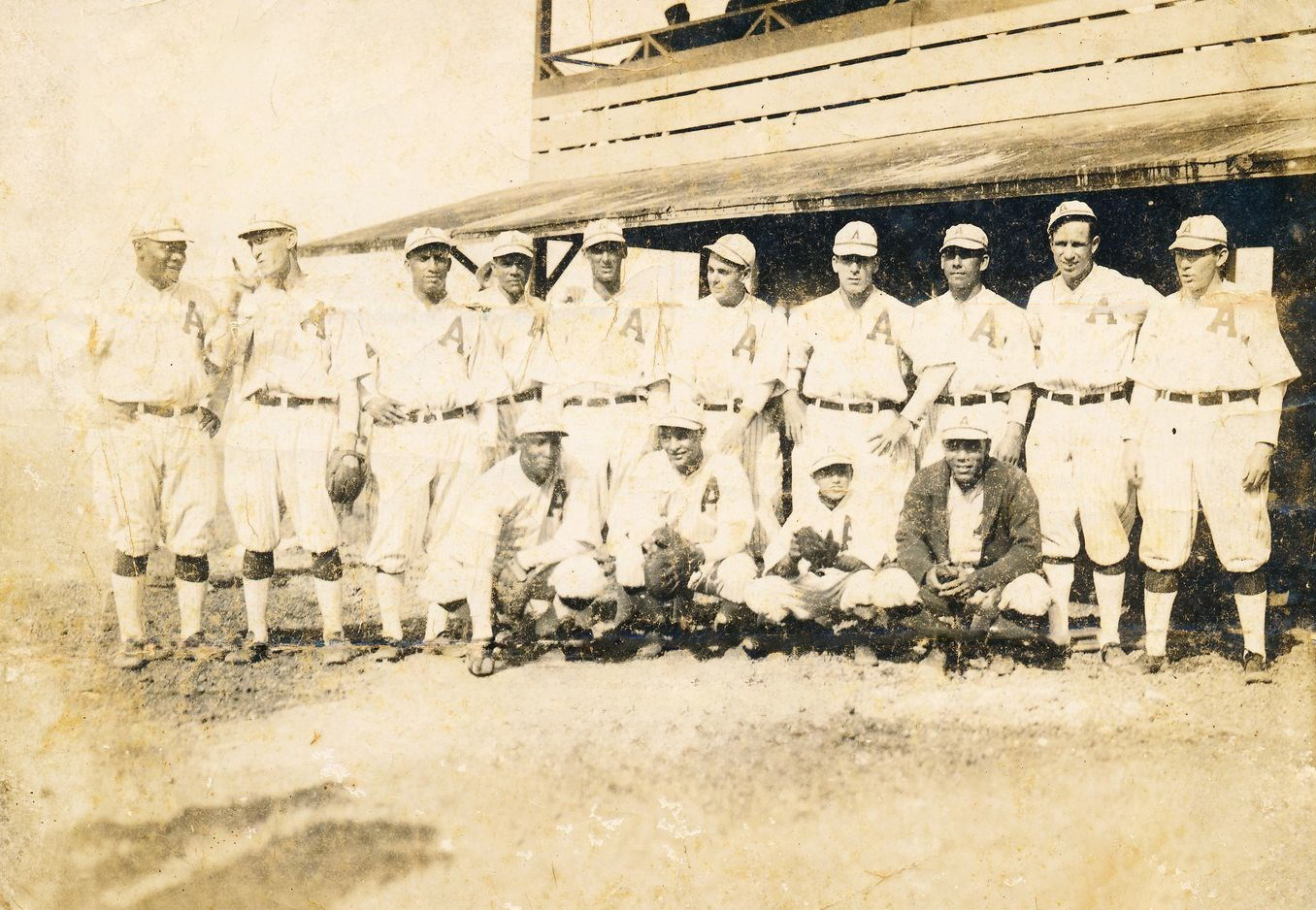
1919-1920 Club Almendares of the Cuban League

La ligue cubaine de baseball (espagnol : Liga Cubana de Béisbol) est un ancien championnat de baseball professionnel cubain. Elle a existé de 1878, année de sa création, à 1961, année de l'abolition du sport professionnel à Cuba par le régime communiste de Fidel Castro. Elle était généralement composée de trois ou cinq équipes locales qui disputaient un championnat entre décembre et mars.
La Liga Profesional de Béisbol de Cuba a débuté le 29 décembre 1878 avec trois équipes, les Leones del Habana, les Alacranes del Almendares et Matanzas BBC. Ce jour-là, le championnat a commencé par un match entre El Habana et Almendares, qui s'est terminé par un score de 21x20. Ces deux clubs ont rapidement été appelés les « éternels rivaux ».
Le championnat s'est poursuivi avec la prépondérance d'El Habana sur toutes les autres équipes. Le championnat de la saison 1883/84 fut annulé, puis reprit mais dut être suspendu à nouveau entre 1894 et 1897 en raison de la guerre d'indépendance cubaine. Les championnats de 1897/98 et de 1930/31 restèrent inachevés.
Le 21 décembre 1937, le premier match nocturne de la ligue a été joué au stade La Tropical, entre Almendares et Marianao.

## Équipes

### Équipes ayant remporté un titre de champion
- Leones del Habana
- Alacranes del Almendares
- Elefantes de Cienfuegos
- Tigres del Marianao
- Leopardos de Santa Clara
- Fé
- Matanzas BBC
- San Francisco
- Orientales

### Autres équipes ayant participé
- Águila de Oro
- América
- Bocaccio
- Cárdenas BBC
- Caridad
- Carmelita
- Colón BBC
- Cuba BBC
- Progreso
- Regla
- San José
- Ultimatum
- Unión